# مليكة ضيف
مليكة  ضيف هي داعية إسلامية من أصل فرنسي متزوجه من رجل جزائرى الجنسية، ولم تنجب، وقد أسلمت وهي في الثامنة عشره من عمرها تقريبا, وقد ألفت العديد من الكتب ولها نشاط دعوى كبير في فرنسا.